# Municipio de Emmons
El municipio de Emmons (en inglés: Emmons Township) es un municipio ubicado en el  condado de Davidson en el estado estadounidense de Carolina del Norte. En el año 2010 tenía una población de 7.243 habitantes.

## Geografía
El municipio de Emmons se encuentra ubicado en las coordenadas 35°43′15.74″N 80°7′21.79″O / 35.7210389, -80.1227194.